# نیکلاس ناوارو
نیکلاس ناوارو (انگلیسی: Nicolás Navarro؛ زادهٔ ۲۵ مارس ۱۹۸۵) بازیکن فوتبال اهل آرژانتین است.
از باشگاه‌هایی که در آن بازی کرده‌است می‌توان به باشگاه فوتبال ناپولی، باشگاه فوتبال جیمناسیا لاپلاتا، باشگاه ورزشی سن لورنسو آلماگرو، باشگاه فوتبال قیصریه‌اسپور، باشگاه فوتبال ریور پلاته، باشگاه فوتبال اتلتیکو تیگره، و باشگاه فوتبال آرژانتینوس جونیورز اشاره کرد.
وی همچنین در تیم‌های ملی فوتبال زیر ۲۰ سال آرژانتین و زیر ۲۳ سال آرژانتین بازی کرده‌است.
وی در مسابقات کشوری و بین‌المللی در مجموع برندهٔ ۱ مدال طلا شده‌است.